# Sabrina Stultiens
Sabrina Stultiens née le 8 juillet 1993 à Peel en Maas, est une coureuse cycliste néerlandaise. Elle pratique le cyclo-cross et le cyclisme sur route.

## Biographie

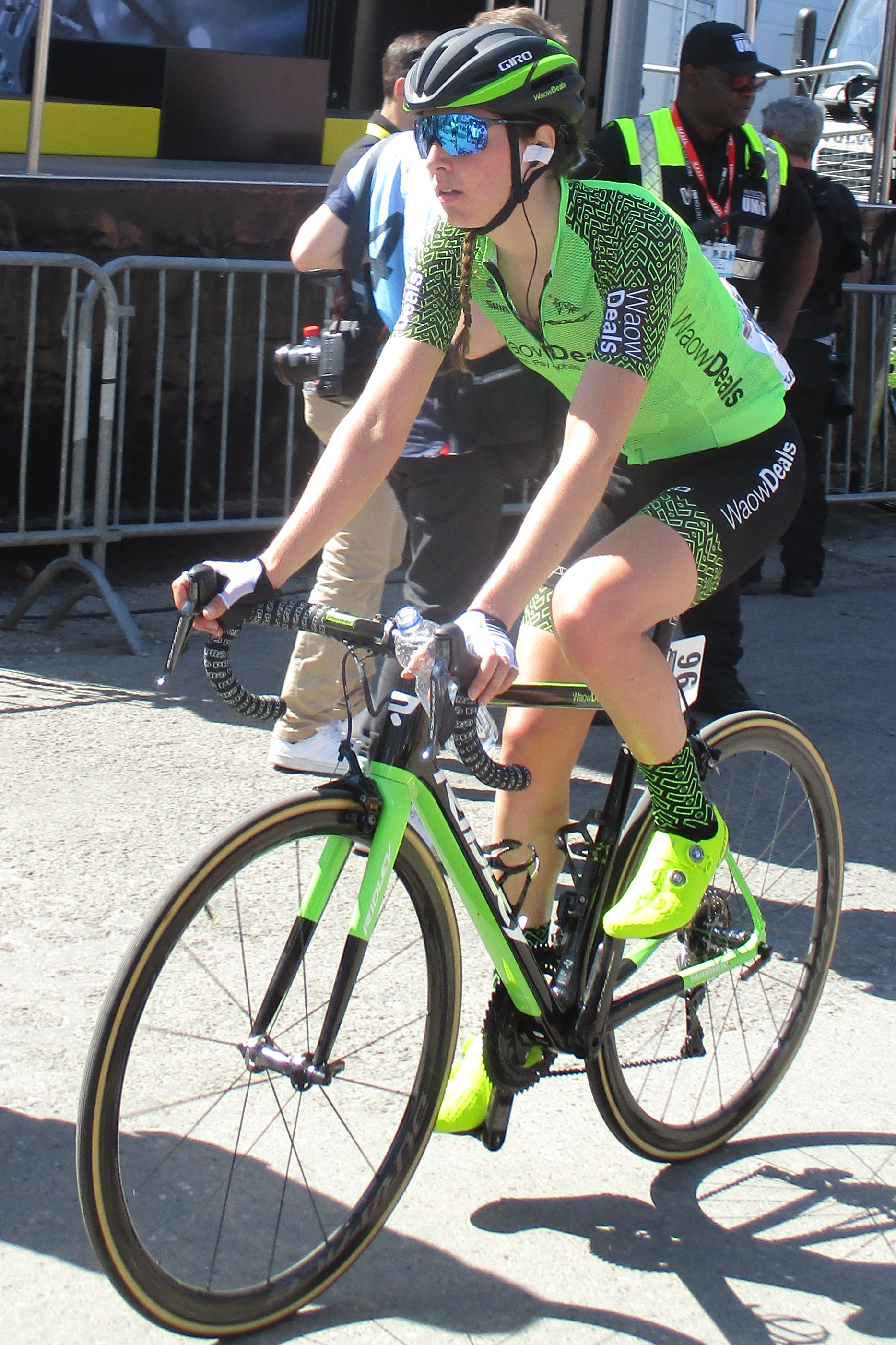
Sabrina Stultiens en 2018

Sabrina Stultiens, qui a commencé le cyclisme à l'âge de sept ans, a eu ses premiers succès en cyclo-cross. En 2011, elle devient championne des Pays-Bas de cyclo-cross juniors. En 2013, elle est vice-championne d'Europe de cyclo-cross espoirs, puis championne d'Europe de cyclo-cross espoirs l'année suivante.
À partir de 2013, elle participe de plus en plus à des courses sur route. Cette année-là, elle est notamment meilleur jeune de l'Emakumeen Bira, une course par étapes espagnole. En 2014, au championnat d'Europe sur route espoirs, elle part en échappée avec Elena Cecchini et Annabelle Dreville. Les trois coureuses se disputent la victoire au sprint. Elena Cecchini se redresse pour célébrer sa victoire mais s'aperçoit trop tard que Sabrina Stultiens la remonte. La Néerlandaise est donc championne d'Europe,. Durant l'hiver 2015-2016, elle participe à sa dernière saison en cyclo-cross, où elle est vice-championne des Pays-Bas et sixième aux championnats du monde. En 2017, elle devient championne du monde du contre-la-montre par équipes avec son équipe Sunweb.
En 2018, elle rejoint l'équipe WaowDeals Pro Cycling. Lors de la Flèche wallonne, elle prend la septième place en haut du mur de Huy,. Elle est ensuite sixième de Liège-Bastogne-Liège. À l'Emakumeen Euskal Bira, sur la première étape, au deuxième prix des monts, c'est Anna van der Breggen qui passe en premier au sommet. Annemiek van Vleuten place ensuite plusieurs accélérations. Elle est suivie par Olga Zabelinskaya, Sabrina Stultiens, Ashleigh Moolman et Anna van der Breggen. Au kilomètre, Sabrina Stultiens profite du marquage entre Annemiek van Vleuten et Anna van der Breggen pour partir et s'imposer seule,. Il s'agit de sa première victoire sur l'UCI World Tour et de sa première victoire professionnelle. En septembre 2018, elle chute la veille du départ du Tour cycliste féminin international de l'Ardèche et subit une grave commotion cérébrale, qui la prive de compétition pour toute l'année 2019.
À partir de juillet 2020, elle recommence à courir. En août de la même année, elle termine cinquième du Tour d'Émilie. Un an plus tard, lors de la Classique de Saint-Sébastien, dans la dernière difficulté, elle revient avec Annemiek van Vleuten sur la tête de course et finit quatrième. 
Après la dissolution de son équipe à la fin de la saison 2023, elle devient membre de la formation VolkerWessels pour la saison 2024. Avec sa nouvelle équipe, elle termine septième au classement général du Tour de Normandie 2024.

## Palmarès en cyclo-cross
- 2007-2008
  - 2e du championnat des Pays-Bas de cyclo-cross cadettes
- 2008-2009
  - 2e du championnat des Pays-Bas de cyclo-cross cadettes
- 2009-2010
  - 3e du championnat des Pays-Bas de cyclo-cross juniors
- 2010-2011
  -  Championne des Pays-Bas de cyclo-cross juniors
- 2012-2013
  - 3e du championnat des Pays-Bas de cyclo-cross
  - 8e du championnat du monde de cyclo-cross
- 2013-2014
  -  Médaillée d'argent du championnat d'Europe de cyclo-cross espoirs
  - 3e du championnat des Pays-Bas de cyclo-cross
- 2014-2015
  -  Championne d'Europe de cyclo-cross espoirs
  - Zilvermeercross, Mol
  - Soudal Cyclocross Leuven, Louvain
  - 6e de la Coupe du monde

## Palmarès sur route

### Par années
- 2014
  -  Championne d'Europe sur route espoirs
  - 8e de la Route de France
- 2015
  - 2e des Auensteiner-Radsporttage
  - 2e du 94.7 Cycle Challenge
- 2017
  -  Championne du monde du contre-la-montre par équipes
- 2018
  - 1re étape de l'Emakumeen Euskal Bira
  - 3e de Durango-Durango Emakumeen Saria
  - 6e de Liège-Bastogne-Liège
  - 7e de la Flèche wallonne
- 2020
  - Bruxelles-Opwijk
- 2021
  - 4e de la Classique de Saint-Sébastien

### Résultats sur les grands tours

#### Tour d'Italie
6 participations
- 2013 : abandon (6e étape)
- 2015 : 19e
- 2017 : 11e
- 2018 : 12e
- 2020 : 57e
- 2021 : 42e

#### Tour de France
1 participation :
- 2022 : 86e

#### Tour d'Espagne
1 participation
- 2024 : non-partante (3e étape)

### Classements mondiaux
| Année                                 | 2012 | 2013 | 2014 | 2015 | 2016 | 2017 | 2018 | 2019 | 2020 | 2021 | 2022 | 2023  | 2024 |
| ------------------------------------- | ---- | ---- | ---- | ---- | ---- | ---- | ---- | ---- | ---- | ---- | ---- | ----- | ---- |
| Classement UCI                        | 442e | 302e | 46e  | 51e  | 136e | 110e | 59e  | nc   | 96e  | 74e  | 589e | 1041e | 418e |
| UCI World Tour                        |      |      |      |      | nc   | 55e  | 36e  | nc   | 79e  | 49e  | 155e | 289e  | 198e |
|                                       |      |      |      |      |      |      |      |      |      |      |      |       |      |
| Légende : nc = non classéSource : UCI |      |      |      |      |      |      |      |      |      |      |      |       |      |